# بیمارستان تأمین اجتماعی (بوشهر)

بیمارستانی است درمانی وابسته به سازمان تأمین اجتماعی با ۲۰۰ تخت ثابت که در سال ۱۳۷۵ خورشیدی راه اندازی که بعد از دو سال به ۱۳۲ تخت فعال تبدیل گردید. این بیمارستان دارای درجه یک ارزشیابی بیمارستانی است.

## بخش‌های مختلف بیمارستان
هم‌اکنون این بیمارستان دارای بخش‌های CCU، ارولوژی، جراحی زنان و زایمان، جراحی مغز و اعصاب، داخلی، ICU جراحی، اطفال، جراحی عمومی، ICU داخلی، NICU، نوزادان، داخلی مغز، قلب، post ccu، ارتوپدی، عفونی، گوش حلق و بینی، اتاق عمل، زایمان، لیبر، اورژانس و دیگر واحدهای پاراکلینیکی و درمانگاهی می‌باشد.

## موقعیت
این بیمارستان در استان بوشهر و در خیابان سبز آباد بوشهر واقع شده‌است و دارای پوشش گیاهی متنوعی است.